# Toma de la Facultad de Filosofía y Letras de la UNAM (2019)
La toma de la Facultad de Filosofía y Letras de la UNAM de 2019 surgió a partir de una serie de acontecimientos relacionados con la negligencia por parte de las autoridades universitarias ante múltiples casos de violencia de género dentro de la institución. Las estudiantes consideraron la violencia de género como una problemática impostergable de atender en la universidad, motivo por el cual se unieron a las MOFFyL (Mujeres Organizadas de la Facultad de Filosofía y Letras). La principal acción de las estudiantes fue la toma de las instalaciones, lo cual les permitió ejercer presión a las autoridades, resignificar el espacio y construir aprendizajes sobre la organización política. Esta toma resistió desde el mes de noviembre del 2019 hasta abril del 2020.

## Un movimiento estudiantil que surge
La toma de la facultad es una acción organizada por un colectivo de estudiantes activistas, que según la Facultad de Filosofía y Letras de la UNAM:
cuya identidad se caracteriza por el compromiso de transformar la vida universitaria a través de una movilización que pretende erradicar y atender las demandas respecto a la violencia de género, es decir, visibilizar que existe un grave problema en la socialización entre estudiantes. 
Se considera un movimiento estudiantil ya que está conformado y organizado por estudiantes activistas, con el propósito de participar y protestar en oposición a situaciones y hechos ligados a la vida dentro de las instituciones escolares. Las estudiantes se unieron a las protestas porque consideraban legítimas las demandas y veían necesario que hubiera personas apoyando la causa para que ésta pudiera sostenerse.

## Antecedentes
La Universidad Nacional Autónoma de México (UNAM) había sido escenario desde el 2017, tras el feminicidio de Lesvy Berlín Osorio, de una serie de protestas protagonizadas por las estudiantes con exigencias en torno al cese de la violencia de género en la universidad. En estos acontecimientos, las estudiantes de la Facultad de Filosofía y Letras (FFyL) habían participado ampliamente convocando y asistiendo a marchas, paros de actividades, entre otras acciones.

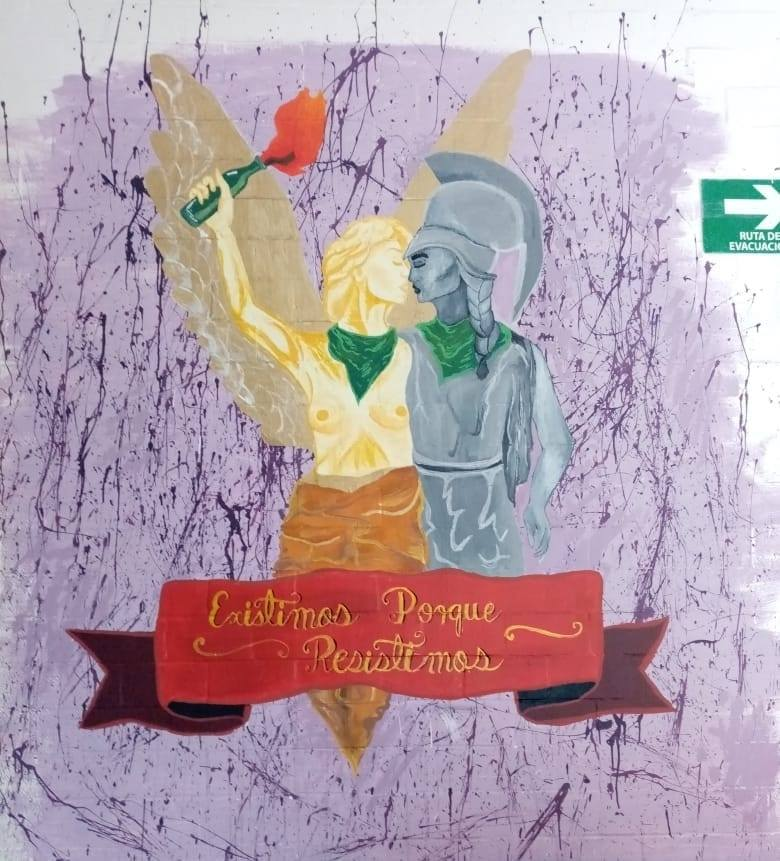
Mural de la Victoria Alada y Atenea besándose (antes de ser borrado).

En este contexto, en octubre de 2019, tras la eliminación de un mural (el único que fue retirado) elaborado por las estudiantes durante los paros del 2 de octubre en conmemoración de la matanza de Tlatelolco, y del 18 de octubre tras la noticia de un caso de violencia de género en el plantel Sur del Colegio de Ciencias y Humanidades (CCH), comenzó la organización de las estudiantes. Dicho mural mostraba la imagen de la Victoria Alada (Ángel de la Independencia) y Atenea (símbolo de la FFyL) portando un pañuelo verde (símbolo de la lucha feminista por la despenalización del aborto) besándose, razón por la cual, su eliminación fue recibida por las estudiantes como un acto de lesbofobia y de misoginia, bajo el argumento por parte de las autoridades de que "molestaba a la comunidad" o que "se violaban símbolos patrios" (cabe aclarar que la Victoria Alada no es ningún símbolo patrio, estos se limitan a la bandera, escudo e himno nacionales).

## Cronología

### Primera etapa
El 29 de octubre se convocó a asamblea feminista, disidente y separatista. El resultado de la votación fue la toma de las instalaciones por 12 horas a partir de las 7:00 horas del 4 de noviembre y dos demandas. Por un lado, la destitución de la abogada a cargo de la Unidad de Atención en Contra de la Violencia de Género de la facultad, Amparo Yadira Coronado Zavala; debido a la revictimización constante a las denunciantes y a la persuasión a las mismas para desistir de denunciar. Además, se pedía una disculpa pública de parte de las autoridades por la eliminación del mural anteriormente mencionado.

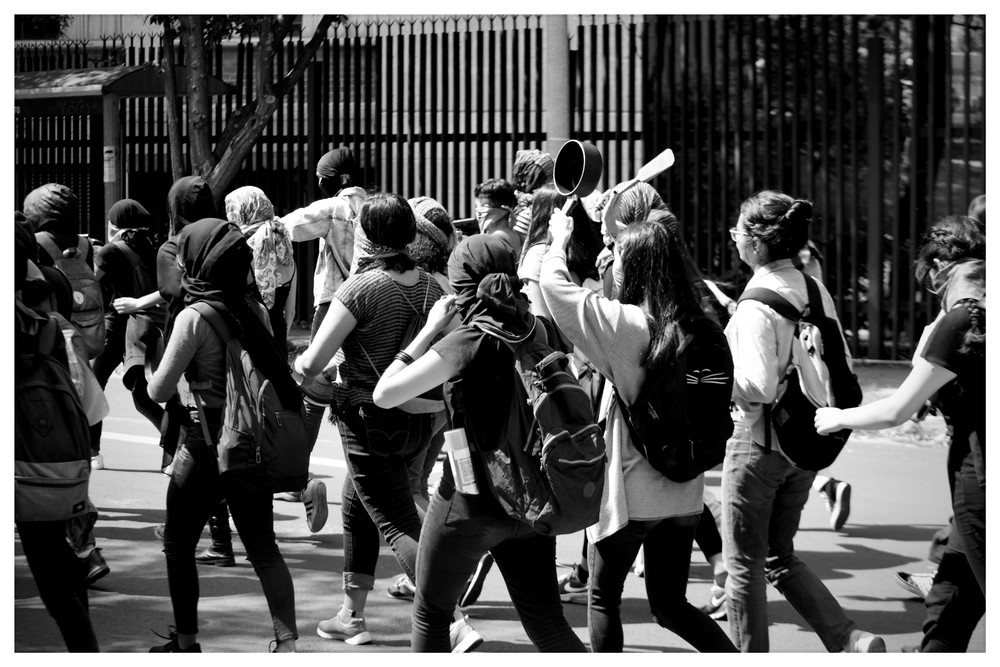
Cacerolazo del 7 de noviembre

El 7 de noviembre, se llevó a cabo un cacerolazo y marcha feminista separatista, convocado por las compañeras de la Facultad de Ciencias Políticas y Sociales (FCPyS); en apoyo y respaldo  a la toma de la Facultad de Filosofía y Letras. El recorrido fue de la FCPyS a la FFyL, pasando por diversos puntos con un gran número de denuncias y registros de agresiones machistas. Al llegar al anexo de la Facultad de Ingeniería (FI), mientras las manifestantes realizaban pintas, fueron agredidas física y verbalmente por los miembros de la comunidad estudiantil de la FI. Con palos, vidrios y piedras los estudiantes de ingeniería violentaron y lesionaron a varias compañeras. Esa misma noche, la Facultad de Ingeniería, a través de su gaceta, dio a conocer un comunicado al respecto; el cual encubría las agresiones de los miembros de su comunidad, criminalizaba y deslegitimaba la lucha feminista; minimizaba la violencia de género que abundaba en sus instalaciones (mismas en donde fue asesinada la compañera Lesvy Berlín hacía dos años sin que la comunidad de dicha facultad se pronunciara la respecto).
El 8 de noviembre, se llevaron a cabo asambleas separatistas en todos los planteles de la Universidad Nacional Autónoma de México por lo acaecido la tarde del 7 de noviembre en la Facultad de Ingeniería; así como por las denuncias no procesadas; por la ineficiencia del protocolo de género de la UNAM y la criminalización de la lucha y organización estudiantil feminista.

### Segunda etapa
Tras estos acontecimientos, dentro de la comunidad de FFyL las estudiantes que comenzaron a nombrarse "Mujeres Organizadas de la FFyL" (MOFFyL) apuestan principalmente a una vida libre de violencia de género, sin dejar de lado nuevas formas de organización y lucha estudiantil, aún si es necesario oponerse directamente a las autoridades de la FFyL. MOFFyL convocaron a la comunidad a participar en mesas de trabajo llevadas a cabo los días 13 y 14 de noviembre para conformar un pliego petitorio. Como resultado de dichas mesas, el 20 de noviembre las MOFFyL presentaron el pliego petitorio que enarboló la lucha durante los meses contiguos compuestos por las siguientes demandas:
1. Modificación de los artículos 95, 98 y 99 del Estatuto General de la UNAM con la intención ce añadir la violencia de género como falta grave en la universidad, hacerla sancionable y modificar al tribunal universitario.
2. Destitución del Secretario General de la FFyL y del titular de la Oficina Jurídica de la FFyL, y en caso de no atender las demandas, la renuncia del Director Jorge Enrique Linares.
3. Atención a todas las denuncias impuestas por violencia de género dentro de la FFyL y revisión de los casos donde las víctimas lo solicitaran.
4. Transparencia de la información referente a violencia de género dentro de la FFyL.
5. Creación de una comisión tripartita encargada de supervisar y reestructurar la Unidad de Atención a la Violencia de Género (UAVG).
6. Talleres con perspectiva de género obligatorios para el profesorado de la facultad.
7. Implementación de cursos y materias con perspectiva feminista en los planes de estudio.
8. Acompañamiento psicológico para las víctimas de violencia de género, hayan presentado o no una denuncia formal.
9. Garantía de no represalias ni criminalización a las estudiantes organizadas ni a las manifestaciones gráficas elaboradas en la toma de la facultad, así como su no eliminación.
10. Disculpa pública a la familia de Mariela Díaz Valverde, estudiante de la FFyL desaparecida en abril de 2017.[1]

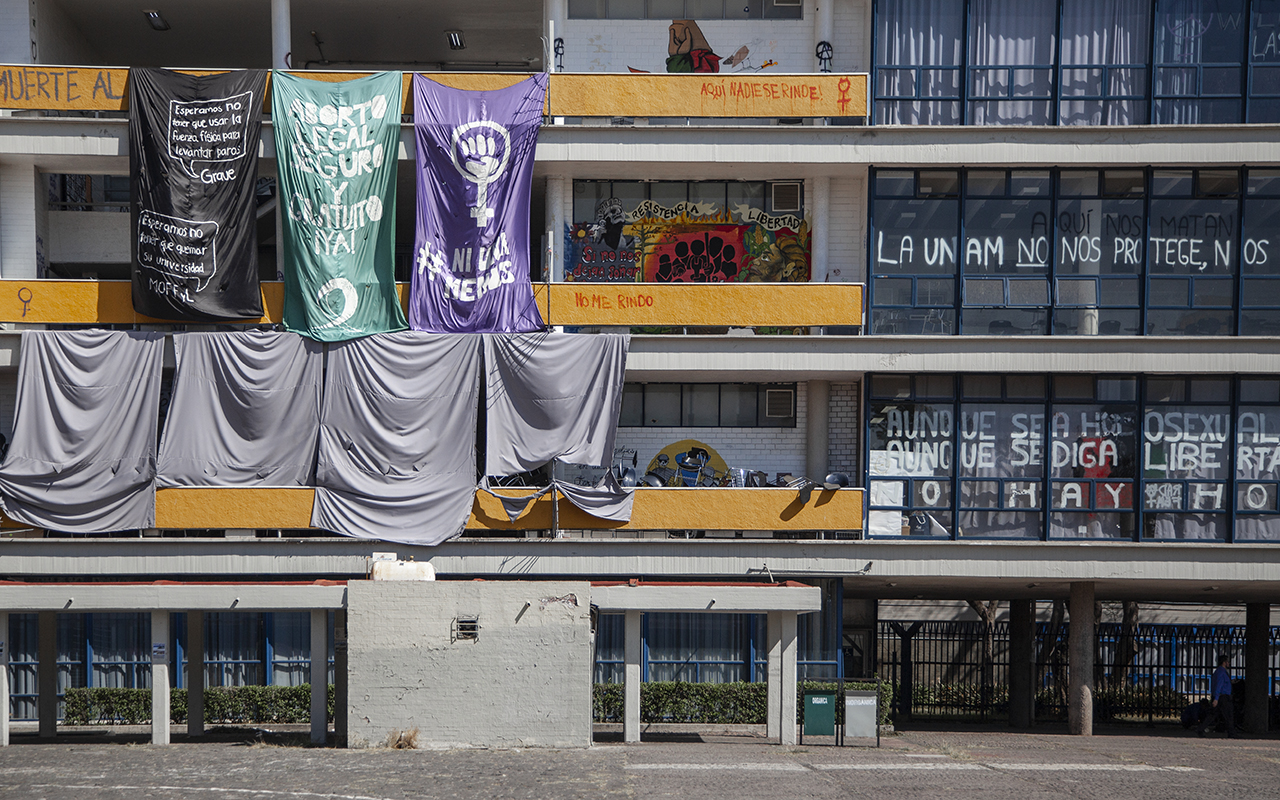
Fachada sur de la Facultad de Filosofía y Letras durante la toma de 2019.

Las autoridades respondieron al día siguiente las medidas que se llevarían a cabo para atender las demandas. Particularmente respecto a las renuncias de los funcionarios la dirección sostuvo a lo largo de la toma que la administración no iba a implementar esa medida sin procesos formales de denuncia de por medio que lo justificaran. No obstante, meses más adelante se anunció la renuncia del Secretario General a su cargo, y la reubicación del titular de la Oficina Jurídica.
Tras un periodo de intercambio de comunicaciones escritas entre la administración de la FFyL y las MOFFyL, en donde la primera reiteraba que ya habían atendido las demandas y se podían reiniciar las actividades académicas, mientras que las segundas insistían en que las respuestas de la dirección no mostraban un avance concreto; el 15 de enero del 2020 hubo un segundo encuentro entre ambas partes donde las MOFFyL presentaron un complemento del pliego petitorio con los mínimos de avance que exigían en el cumplimiento de sus demandas para devolver las instalaciones de la facultad.
Las autoridades de la facultad por su parte, publicaron comunicados que buscaban dar respuesta a las demandas de las mujeres organizadas de la Facultad de Filosofía y Letras, el último de ellos fue el 21 de noviembre de 2019, en el cual propusieron, en primera instancia la creación de la Unidad de Atención de Denuncias de Violencia de Género y de la Unidad de Género. 
Los puntos que destacan del comunicado son:
- Se creará una Unidad de Atención de Denuncias de Violencia de Género (UNAVG) en la FFyL. La oficina jurídica de la Facultad no se encargará más de atender las denuncias relacionadas con violencia de género. La UNAVG FFyL será independiente y competente en la Facultad para atender todas las denuncias por casos de violencia de género, conforme al Protocolo de la Universidad.
- La Unidad de Género (UG) será de carácter permanente y se dedicará a la difusión, sensibilización, formación y capacitación para prevenir y combatir la violencia de género.
- Se creará una página web de transparencia sobre casos de violencia de género en la Facultad.
- Perspectiva de género y cursos de género en los planes de estudio de las licenciaturas.
- Talleres y cursos para la prevención de la violencia de género para contribuir a la formación de una nueva relación de respeto e igualdad de género entre las y los integrantes de la comunidad. La Comisión Tripartita establecerá de manera independiente los contenidos, modalidades y personas que impartirán los cursos y talleres, mismos que se impartirán en forma planificada a todo el personal académico y serán obligatorios para todos los funcionarios de la administración de la Facultad.
- Compromiso de no represalias a las estudiantes organizadas de la FFyL.

- La Dirección respeta y promueve las iniciativas de diversos grupos estudiantiles y destina espacios para actividades de reflexión y discusión, por lo que se compromete a asignar espacios en horarios adecuados para todas las actividades que se propongan realizar las estudiantes organizadas.[3]

Gracias a esas reuniones, en los meses siguientes hubo un avance en el trabajo del pliego petitorio. Las Mujeres Organizadas y los demás planteles que se habían unido al paro lograron que el Consejo Universitario, modificara el Estatuto General de la UNAM para que la violencia de género fuera reconocida como una falta grave y la conformación de la Comisión Tripartita Autónoma. Sin embargo, no todos los puntos estaban resueltos en su totalidad. Le pidieron al Consejo Técnico de la institución que ejerciera presión y trabajara para que el Consejo Universitario aprobara nuevos cambios al reglamento y se incluyeran disposiciones que obligaran a que las agresiones fueran sancionadas según la gravedad.

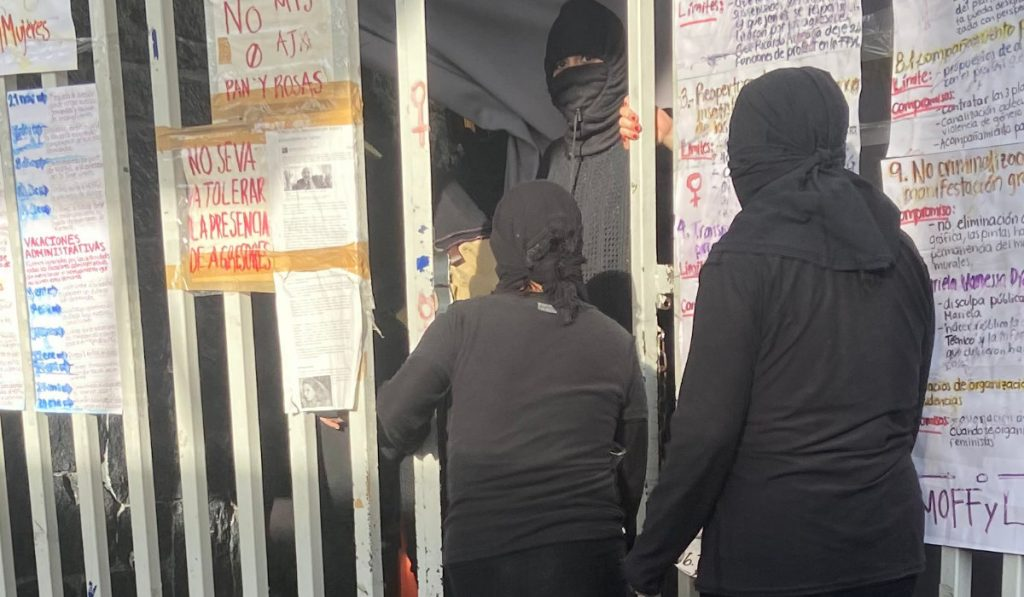
MOFFyL ingresando a la facultad.

El 20 de marzo, habiendo sido declarada la emergencia sanitaria por covid-19, hubo una última reunión entre las autoridades de la Facultad y las MOFFyL, esta vez en una sesión con el Consejo Técnico donde nuevamente se establecieron acuerdos para avanzar en el cumplimiento del pliego petitorio. Ese día la dirección insistió en que las demandas ya habían sido atendidas por lo que se pedía que las estudiantes abandonaran las instalaciones. La respuesta de las MOFFyL reiteró que no levantarían la toma hasta que se cumplieran realmente todos los acuerdos.

### Conclusión de la toma
Después de 163 días de paro, el martes 14 de abril de 2020, el colectivo anónimo y separatista de las Mujeres Organizadas de la Facultad de Filosofía y Letras entregaron las instalaciones de su facultad. Esto, debido a la crisis sanitaria provocada por la covid-19, no porque consideraran que el pliego petitorio estaba resuelto. Las alumnas aclararon que no podían mantener las condiciones de seguridad por la pandemia y que su partida además de por el desgaste de quien lleva cinco meses en una trinchera, era por la falta de interés que mostró la Universidad cuando pidieron insumos para sanitizar el lugar. La respuesta de la UNAM fue entregarles dos botellas de cloro para limpiar una facultad de tres pisos, según las estudiantes. "La respuesta de Rectoría ante la contingencia ha sido omisa [...] durante los primeros 14 días de la jornada de sana distancia fuimos ignoradas. En segundo lugar, criminalizante porque nos responsabilizaron por los riesgos sanitarios que implica tener las instalaciones tomadas", explicaron las compañeras.
Ese martes, al recibir la facultad, las autoridades universitarias, acompañadas por personal de la Rectoría y de Protección Civil, recorrieron el edificio para verificar el estado de las instalaciones, ubicadas a un costado de la Biblioteca Central de Ciudad Universitaria. Antes de irse, las mujeres pintaron las paredes, acomodaron algunas de sus maletas con ropa, cobijas y productos no perecederos y las ubicaron en un espacio del segundo piso al que llamaron La Salona.
Mediante comunicados en sus redes sociales, las Mujeres Organizadas puntualizaron cómo dejaban "La Salona", un punto de encuentro para ellas y disidencias: un lugar que sirviera como espacio organizativo horizontal y autogestivo, según sus propias palabras.
Las compañeras expresaron que pensaban La Salona como un lugar que constantemente se construyera seguro por y para quienes lo habitaran, un lugar donde todas fueran escuchadas y que pudieran asistir para encontrar un refugio, un lugar de creación de conocimiento colectivo, de reflexión y de cuestionamiento constante fuera de las formas academicistas, coloniales y patriarcales desde las que, en su opinión, se les imponían los saberes.
"En este espacio pretendemos continuar el trabajo de base que se ha llevado a cabo durante cinco meses, en miras de que los compromisos firmados por dirección sean cumplidos, así como las demandas faltantes. Creemos importante recordar que la necesidad de organizarnos no sólo urge en el marco de ciertas coyunturas, sino que creemos en la organización de mujeres como algo permanente, y que las redes que hemos formado no están condicionadas a la toma de las instalaciones", dijeron.
La Salona se quedó con las pertenencias, con una A de anarquía en el pintarrón y una virgen de Guadalupe anarquista con el fondo de un corazón negro.